# Rodolfo di Francia
Rodolfo di Borgogna (in francese Raul de Bourgogne) (890 – Auxerre, 15 gennaio 936) fu duca di Borgogna dal 921 al 923 e conte di Auxerre dal 921. Infine fu re dei Franchi Occidentali dal 923 fino alla sua morte.

## Origine

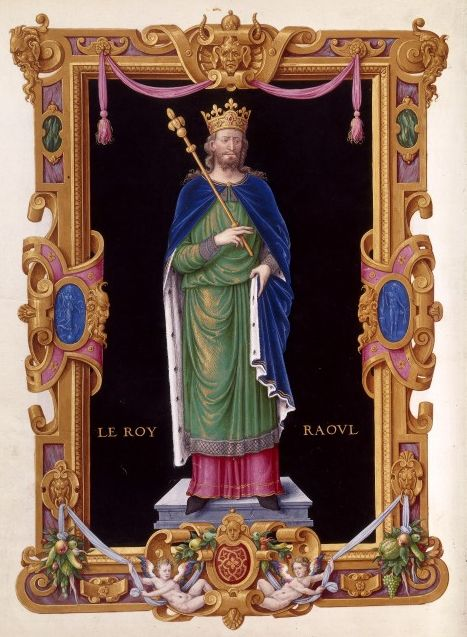
Rodolfo di Francia

Figlio primogenito del conte di Autun, conte di Auxerre, primo duca dei Burgundi prima con il titolo di marchese e poi con il titolo di duca di Borgogna e infine conte di Troyes, Riccardo di Autun detto il Giustiziere (figlio di Bivin di Vienne, a sua volta genero di Bosone il Vecchio) e di Adelaide (?-dopo il 14 luglio 929) figlia del conte di Auxerre e di Borgogna, Corrado II, della famiglia dei Guelfi e di Waldrada.

## Biografia

Regno di Rodolfo nel 923 (in rosso)

In un documento datato 5 settembre 901 Rodolfo viene citato insieme al padre, Riccardo, definito marchese. Nel 914 (secondo altre fonti tra il 911 e il 919), Rodolfo sposò Emma, figlia del conte di Parigi, conte d'Auxerre, conte d'Orléans, conte d'Angiò, conte Tours e Marchese di Neustria contro i Bretoni (dal 911 delle due Neustrie) e futuro re di Francia, Roberto I e di Beatrice di Vermandois(880 circa - dopo 26 marzo 931), una discendente di Carlo Magno, figlia di Erberto I di Vermandois.
In un altro documento datato 5 settembre 918 Rodolfo viene citato, sempre insieme al padre, Riccardo, ancora definito marchese. Suo padre, Riccardo morì il 31 agosto 921, come viene ricordato dagli Annales S. Benigni Divisionensis e dal Flodoardi Annales. Rodolfo gli successe in tutti i suoi titoli divenendo duca di Borgogna, conte di Troyes e conte di Auxerre.
Nel 922 suo suocero fu incoronato re di Francia, Roberto I in contrapposizione al carolingio Carlo III il Semplice. Nella guerra civile che ne seguì Rodolfo si schierò con Roberto I. Nel 923, alla battaglia di Soissons, del 15 giugno, suo suocero, Roberto I, pur ottenendo la vittoria, in battaglia, perse la vita. I due nobili più potenti, che potevano aspirare al trono erano Rodolfo e suo cognato, Ugo il Grande, che era subentrato al padre nei titoli di Marchese di Neustria demarcus, conte d'Orleans e conte di Parigi; secondo il cronista, monaco cluniacense, Rodolfo il Glabro, la moglie di Rodolfo, Emma, si adoperò affinché il fratello, Ugo appoggiasse la nomina del marito Rodolfo a re dei Franchi occidentali. Ugo seguì il suggerimento della sorella.

Regno di Rodolfo nel 925 (in rosso)

Allora, secondo Flodoardo, dopo che Carlo il Semplice fuggendo aveva attraversato la Mosa, Rodolfo fu eletto re di Francia da un'assemblea di nobili, sempre in contrapposizione al legittimo re carolingio, Carlo il Semplice. E pochi giorni dopo (il 13 luglio), fu incoronato re a Soissons, nell'abbazia di San Medardo, dall'arcivescovo di Sens, Gualtiero I, lo stesso che aveva già incoronato Roberto I e, prima di lui, suo fratello, Oddone. Quando fu raggiunta dalla notizia che il marito era stato acclamato re ed incoronato a Soissons, Emma, la moglie di Rodolfo, secondo Flodoardo, obbligò Seulfo, arcivescovo di Reims ad incoronarla regina, anche in assenza del marito, che stava ancora combattendo contro le truppe di Carlo III il Semplice.
Per Rodolfo si era espressa la maggioranza della nobiltà, ma a favore Carlo III vi erano ancora il duca di Normandia Rollone, la Lotaringia e l'Aquitania; la lotta si presentava incerta, quando il conte di Vermandois, Erberto II (880-943), con l'aiuto di suo cugino, Bernardo di Senlis, architettò un tranello (raccontato nei dettagli da Rodolfo il Glabro) al re dei Franchi occidentali, Carlo il Semplice; Erberto II, dopo aver parteggiato per Rodolfo, fece credere a Carlo di essere passato dalla sua parte lo invitò ad un incontro dove lo fece prigioniero e lo imprigionò, prima a Château-Thierry e poi dal 924 nel castello di Péronne.
Dopo la cattura di Carlo il Semplice il duca di Lotaringia Gilberto o Giselberto, che era stato nominato dal carolingio, si appellò al re dei Franchi orientali, Enrico I di Sassonia, che, nel corso del 924, entrò in Lorena con l'intenzione di conquistarla, ma Rodolfo lo affrontò e lo fermò, senza combattere, concedendo a Enrico solo una piccola parte della Lorena orientale. Ma quando, nel 925, Enrico ripassò il Reno, riuscì a conquistare la Lorena, senza trovare una grande resistenza. Rodolfo era rimasto l'unico re di Francia, ma nel corso del 927, i rapporti con la nobiltà si guastarono e proprio Erberto II, cercando di approfittare della situazione, condusse Carlo III (liberato dalla prigionia, sempre sotto custodia, a Reims e perorò la sua causa contro Rodolfo e all'inizio dell'anno successivo (928), inviò un messaggio al papa Giovanni X, affinché il trono fosse restituito a Carlo il Semplice.
Rodolfo (Rodulfo rex filio meo) assieme ai fratelli Ugo il Nero e Bosone (Bosone aliis quoque filiis meis) vengono citati come garanti nel documento N° 379, datato 14 giugno 929, dei Recueil des Chartes de Cluny, in cui la madre, la contessa Adelaide, sorella del re (di Borgogna Transgiurana) Rodolfo, vedova di Riccardo duca di Borgogna, fa dono di un monastero, con le sue appendici al monastero di Cluny. Comunque la morte di Carlo III, a Peronne, il 7 ottobre 929, tolse a Erberto II l'arma migliore e, poco dopo, Rodolfo riportò una brillante vittoria sui normanni della Loira: Rodolfo, nel 930, sconfisse i Normanni di Rouen, che, in Aquitania, specialmente nel Limosino, depredavano e saccheggiavano li inseguì e li massacrò e, subito dopo, i nobili aquitani lo avevano riconosciuto re e, dopo la morte di Rollone, il nuovo duca di Normandia, il figlio di Rollone, Guglielmo Lungaspada, nel 933, rese omaggio a Rodolfo.
Allora Rodolfo attaccò e, con l'aiuto del cognato Ugo il Grande, duca dei Franchi, condusse una lotta implacabile contro l'altro cognato, Erberto II, bruciandogli le fortezze e assediandolo nel castello di Château-Thierry (933-934). Verso la fine del 934 fu raggiunta la pace; e in quello stesso anno Rodolfo rimase vedovo. Nel corso del 935, dopo avere raggiunto la pace, Ugo il Grande si rifiutava di restituire a Erberto II il castello di San Quintino, dove Ugo il Grande venne assediato e dove durante l'assedio, secondo Flodoardo, Bosone, il fratello di Rodolfo, perse la vita, nel settembre del 935.
Improvvisamente, nel mese di ottobre di quello stesso anno Rodolfo si ammalò. Sempre secondo Flodoardo, Rodolfo morì il mese di gennaio 936 e fu sepolto nella basilica di Santa Colomba di Sens. Anche la Historia Francorum Senonensis cita la morte di Rodolfo il 15 gennaio, specificando la sepoltura nella basilica di Santa Colomba di Sens, mentre M. Chardon, nel suo Histoire de la ville d'Auxerre narra che Rodolfo morì ad Auxerre, il 15 gennaio, dopo una malattia di alcuni mesi. Dopo la morte di Rodolfo, senza eredi, i suoi titoli passarono al fratello, Ugo il Nero, mentre per il trono di Francia, Ugo il Grande, secondo l'Historia Francorum Senonensis, richiama dall'esilio inglese, il figlio di Carlo il Semplice, Luigi.

## Discendenza
Da Emma Rodolfo ebbe due figli:
- Luigi (?-prima del 14 giugno 929, non viene citato nella donazione della nonna, Adelaide[18]), morto prima del padre, secondo la Chronique de l'abbaye de Saint-Bénigne de Dijon[30]
- Giuditta (?-tra il 14 giugno 929 e il 935), morta dopo la nonna Adelaide, che la cita nella donazione fatta in quella data[18], ma prima del padre che, secondo la Chronique de l'abbaye de Saint-Bénigne de Dijon[30], morì senza eredi.

### Fonti primarie
- (LA)  Monumenta Germaniae Historica, Scriptores, tomus III.
- (LA)  Monumenta Germaniae Historica, Scriptores, tomus IX.
- (LA)  Recueil des Chartes de Cluny, tomus I.
- (LA)  Monumenta Germaniae Historica, Scriptores, tomus VII.
- (LA)  Chronique de l'abbaye de Saint-Bénigne de Dijon.
- (LA)  Monumenta Germaniae Historica, Scriptores, tomus V.
- (LA)  Cartulaire de l'église d'Autun.
- (LA)  Rodulfus Glaber Cluniacensis: Historiarum Sui Temporis Libri Quinque.

### Letteratura storiografica
- Louis Halphen, Francia: gli ultimi Carolingi e l'ascesa di Ugo Capeto (888-987), in «Storia del mondo medievale», vol. II, 1979, pp. 636–661
- Louis Halphen, "Il regno di Borgogna", cap. XXV, vol. II (L'espansione islamica e la nascita dell'Europa feudale) della Storia del Mondo Medievale, 1979, pp. 807–821.
- (FR)  Plancher, Histoire générale et particulière de Bourgogne, tome I.
- (FR)  M. Chardon Histoire de la ville d'Auxerre.